# Chris Traynor
Chris Thomas Traynor (Long Island, 22 giugno 1973) è un chitarrista e bassista statunitense, membro del gruppo post-grunge Bush.

## Biografia
Chris T. Traynor ha suonato con Orange 9mm, Helmet, Bush, Rival Schools e Gavin Rossdale. Traynor si è esibito dal vivo con la band britannica pop Blur, ha registrato la parte di chitarra e di basso per la canzone "Use your love" di Katy Perry con il produttore Junior Sanchez, e registrato le chitarre per Peter Green dei Fleetwood Mac, il produttore Dave Stewart e Pharrell di N * E * R * D.
Tra gli altri suoi lavori si ricordano molteplici spot televisivi nazionali, compreso il lavoro recente per Vonage e Kohl.
Traynor ha studiato chitarra con Mark Lonergan proveniente dal gruppo Band of Susans, Richard Lloyd dei Television, Robert Fripp, e Michael Daves.
Attualmente vive a Los Angeles e sta lavorando su materiale per un nuovo album e produzioni future con Bob Rock, Gavin Rossdale, Junior Sanchez, Brobot, Page Hamilton (Helmet), Joseph Arthur e il tastierista Jamie Muhoberac.
Sta inoltre continuando a scrivere colonne sonore e musica per la televisione.

## Vita privata
Dalla relazione con l'ex supermodella Sibyl Buck, con cui ha suonato nei Champions of Sound, nel 1998 ha una figlia, Puma Rose Buck, che, una volta adulta, ha a sua volta intrapreso la carriera di modella, seguendo le orme della madre e scegliendo di tingersi a sua volta i capelli rosso fuoco, caratteristica che ha reso celebre Sibyl negli anni novanta.

## Discografia
Con Orange 9mm
- 1994 Orange 9mm
- 1995 Driver Not Included
- 1996 Tragic

Con Helmet
- 1997 (Live guitarist) Aftertaste
- 2004  Size Matters
- 2006 Monochrome
- 2010 "Seeing Eye Dog
- 2010 "Helmet:Live in San Francisco"

Con Institute
- 2005  Distort Yourself

Con Gavin Rossdale
- 2008 WANDERlust

Con Bush
- 2011 The Sea Of Memories
- 2014 Man On The Run
- 2017 Black and White Rainbows

Con Fleetwood Mac
- 2002 "The Best Of Peter Green's Fleetwood Mac Albatross"